# Caragana tragacanthoides
Caragana tragacanthoides là một loài thực vật có hoa trong họ Đậu. Loài này được (Pall.) Poir. miêu tả khoa học đầu tiên.